# Borrowella bioculata
Borrowella bioculata är en stekelart som beskrevs av Girault 1923. Borrowella bioculata ingår i släktet Borrowella och familjen sköldlussteklar. Inga underarter finns listade.